# ارلینگ هالند
ارلینگ برات هالَند (نروژی: Erling Braut Haaland؛ زادهٔ ۲۱ ژوئیهٔ ۲۰۰۰) بازیکن فوتبال اهل نروژ که در پست مهاجم برای منچستر سیتی در لیگ برتر انگلستان و تیم ملی نروژ  بازی می‌کند. او یکی از ارزشمندترین بازیکنان جهان به‌شمار می‌آید که برای سرعت، قدرت بدنی و مهارت در گل‌زنی‌اش شهرت دارد و اهل فوتبال به او لقب بچه‌غول را داده‌اند. هالند در اولین فصل خود در لیگ برتر، رکورد بیشترین گل زده توسط یک بازیکن در یک فصل را با ۳۵ گل شکست.
وی فرزند آلف-اینگه هالند، بازیکن سابق منچستر سیتی است. هالند کار خود را در سال ۲۰۱۶ در باشگاه کشورش برین آغاز کرد و سال بعد به مولده رفت که دو سال را در آنجا گذراند. در ژانویه سال ۲۰۱۹، باشگاه اتریشی ردبول زالتسبورگ با او قراردادی ۵ ساله امضا کرد. در لیگ قهرمانان اروپا ۲۰۱۹–۲۰، او اولین نوجوانی بود که در پنج بازی متوالی لیگ قهرمانان اروپا موفق به گلزنی شده و دومین نوجوان موفقی نیز بود که در طی این رقابت‌ها ۱۰ گل زده‌است.
او با زالتسبورگ توانست در بوندس‌لیگا و جام حذفی اتریش قهرمان شود. در دسامبر سال ۲۰۱۹، باشگاه بروسیا دورتموند با پرداخت مبلغی حدود ۲۰ میلیون یورو او را به خدمت گرفت. هالند پس از درخشیدن در دورتموند با قراردادی ۵ ساله در ۱۰ مه ۲۰۲۲ به باشگاه فوتبال منچستر سیتی پیوست.
هالند اگرچه واجد شرایط بازی برای تیم ملی انگلستان بود اما نروژ را انتخاب کرد. پس از جام جهانی فیفا زیر ۲۰ ساله‌ها در ۲۰۱۹ که در آن وی موفق به کسب کفش طلایی شد. هالند اولین بازی خود را برای تیم ارشد نروژ در سپتامبر ۲۰۱۹ انجام داد. او در سال ۲۰۲۰ برنده جایزه گلدن بوی (پسر طلایی) فوتبال شد.

## زندگی شخصی
هالند فرزند آلف اینگه هالند مدافع سابق تیم ملی نروژ، ناتینگهام فارست، لیدز یونایتد و منچستر سیتی است. همچنین او متولد شهر لیدز در شمال انگلیس می‌باشد. وی به همراه خانواده در سه سالگی به برینا نروژ مهاجرت کرد.

## عملکرد ملی
هالند اگرچه واجد شرایط بازی برای انگلیس نیز بود نروژ را انتخاب کرد و آنها را در گروه‌های سنی مختلف همراهی کرد. با زیر ۱۹ساله‌های نروژ در ۲۷ مارس ۲۰۱۸ او مقابل اسکاتلند در پیروزی ۵ بر ۴ هت تریک کرد تا به نروژ کمک کند تا به مرحله حذفی برسد. در تاریخ ۲۲ ژوئیه ۲۰۱۸، هالند در مسابقات قهرمانی زیر ۱۹ سال اروپا یوفا در تساوی ۱–۱ مقابل ایتالیا گلزنی کرد.
در تاریخ ۳۰ مه ۲۰۱۹، هالند در پیروزی ۰–۱۲، زیر ۲۰ ساله‌های نروژ مقابل زیر ۲۰ ساله‌های هندوراس در مسابقات جام جهانی زیر ۲۰ساله‌ها ۲۰۱۹ در لوبین، لهستان ۹ گل به ثمر رساند. این بزرگ‌ترین پیروزی زیر ۲۰سال نروژ و سنگین‌ترین شکست زیر ۲۰سال هندوراس بود. این همچنین یک رکورد جدید جام جهانی زیر ۲۰ساله‌ها را برای بیشترین گل‌های زده شده توسط یک بازیکن در یک مسابقه و همچنین بزرگ‌ترین برد هر تیمی در تاریخ مسابقات کسب کرده‌است. علی‌رغم حذف نروژی‌ها در مرحله گروهی، و اینکه هالند در هیچ مسابقه دیگری در این مسابقات گلزنی نکرد، اما او کفش طلایی خود را به دست آورد.
پس از عملکرد چشمگیر در جام جهانی زیر ۲۰ساله‌ها فیفا ۲۰۱۹، یک عملکرد خارق‌العاده با ردبول زالتسبورگ و با به ثمر رساندن شش گل در چهار دیدار نخست بوندس لیگا ۲۰۱۹–۲۰۲۰ اتریش، در ۲۸ اوت ۲۰۱۹ هالند توسط سرمربی لارس لاگربک به تیم ملی دعوت شد و در ترکیب تیم ارشد نروژ به مصاف مالت و سوئد در مسابقات مقدماتی یورو ۲۰۲۰ در یوفا رفت و اولین بازی خود را در ۵ سپتامبر ۲۰۱۹ برابر مالت انجام داد.

## عملکرد باشگاهی

### برینا
هالند در آکادمی تیم فوتبال محل زندگی‌اش برینا فوتبال را شروع کرد. در طول فصل‌های ۲۰۱۵–۱۶، هالند برای تیم برینا ۲ بازی کرد و در ۱۴ بازی ۱۸ گل به ثمر رساند. عملکرد او برای ذخیره‌ها باعث شد او به اولین بازی خودش در رده بزرگسالان در سن ۱۵ سال، هالند در ۱۲ مه ۲۰۱۶ اولین بازی برینا را انجام دهد و در یک مسابقه مقابل رنهایم قرار بگیرد.
در حالی که در برینا بود، او همچنین یک آزمایش ناموفق در باشگاه آلمانی هافنهایم داشت. هالند ۱۶ بازی در برینا انجام داد.

### مولده

#### فصل ۲۰۱۷
در تاریخ ۱ فوریه ۲۰۱۷، مولده از امضای قرارداد با وی خبر داد. او اولین بازی خود را در تاریخ ۲۶ آوریل ۲۰۱۷ در بازی جام حذفی نروژ مقابل ولدا تی آی انجام داد. هالند اولین گل خود را برای مولده در اولین پیروزی خود در برد ۳–۲ مقابل ولدا به ثمر رساند. اولین بازی لیگ خود را در ۴ ژوئن ۲۰۱۷ انجام داد، وقتی او در دقیقه ۷۱ به عنوان بازیکن جایگزین شد، در حالی که مقابل سارپسبورگ وارد زمین شد. او ۶۵ ثانیه بعد یک کارت زرد دریافت کرد.
هالند در دقیقه ۷۷ گل پیروزی این دیدار را به ثمر رساند، گلی که اولین گل او در لیگ برتر نروژ بود. هالند در ۱۷ سپتامبر، دومین گل لیگ خود در این فصل را به ثمر رساند، یک گل پیروزی در دیدار برابر وایکینگ در برد ۳–۲. در ادامه گل، وی انتقاداتی را از هم تیمی اش، بیورن برگمان سیگوردسون، به دلیل جشن گرفتن نسبت به هواداران وایکینگ دریافت کرد. هالند اولین فصل خود را در مولده با ۴ گل در ۲۰ بازی به پایان رساند.

#### فصل ۲۰۱۸

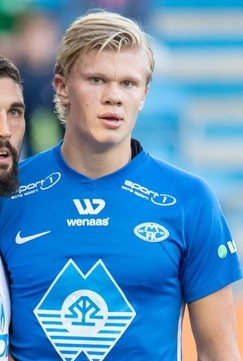
هالند در حال بازی برای مولده در سال ۲۰۱۸

در تاریخ ۱ ژوئیه ۲۰۱۸، هالند در ۲۱ دقیقه اول مسابقه ۴ گل برابر بران به ثمر رساند و تیم خود را با نتیجه ۴ بر صفر در پیروزی‌های قهرمان لیگ بدون شکست در آن زمان را تضمین کرد. هت تریک در ۱۱ دقیقه و ۲ ثانیه و هر چهار گل در ۱۷ دقیقه و ۴ ثانیه به ثمر رسید. یک پیشکسوت منچستر یونایتد در این مسابقه حضور داشت. سرمربی مولده، اوله گونار سولشایر بعد از بازی، سبک بازی هالند را با روملو لوکاکو مقایسه کرد و فاش کرد این باشگاه پیشنهادهای زیادی برای هالند از کشورهای مختلف رد کرده‌است.
در ادامه مسابقات در تاریخ ۸ ژوئیه، هالند با زدن دو گل به گل به روند گلزنی خود ادامه داد و در پیروزی ۵–۱ مقابل ویلرنگا یک پاس گل نیز داد. هالند در ۲۶ ژوئیه در پیروزی ۳–۰ مولده در لیگ اروپا برابر لاچی موفق شد. به دلیل مصدومیت مچ پا، هالند در سه بازی بعدی لیگ مولده شرکت نکرد.
هالند به خاطر نمایش‌های خود در لیگ برتر نروژ۲۰۱۸، جایزه بهترین بازیکن موفق این لیگ را دریافت کرد. او فصل ۲۰۱۸ را به عنوان بهترین گلزن مولده با ۱۶ گل در ۳۰ بازی در تمامی رقابت‌ها به پایان رساند. یک رسانه ثابت کرد قبل از انتقال هالند به ردبول زالتسبورگ، هالند پیشنهادی از باشگاه انگلیسی لیدز یونایتد داشته‌است.

### ردبول زالتسبورگ

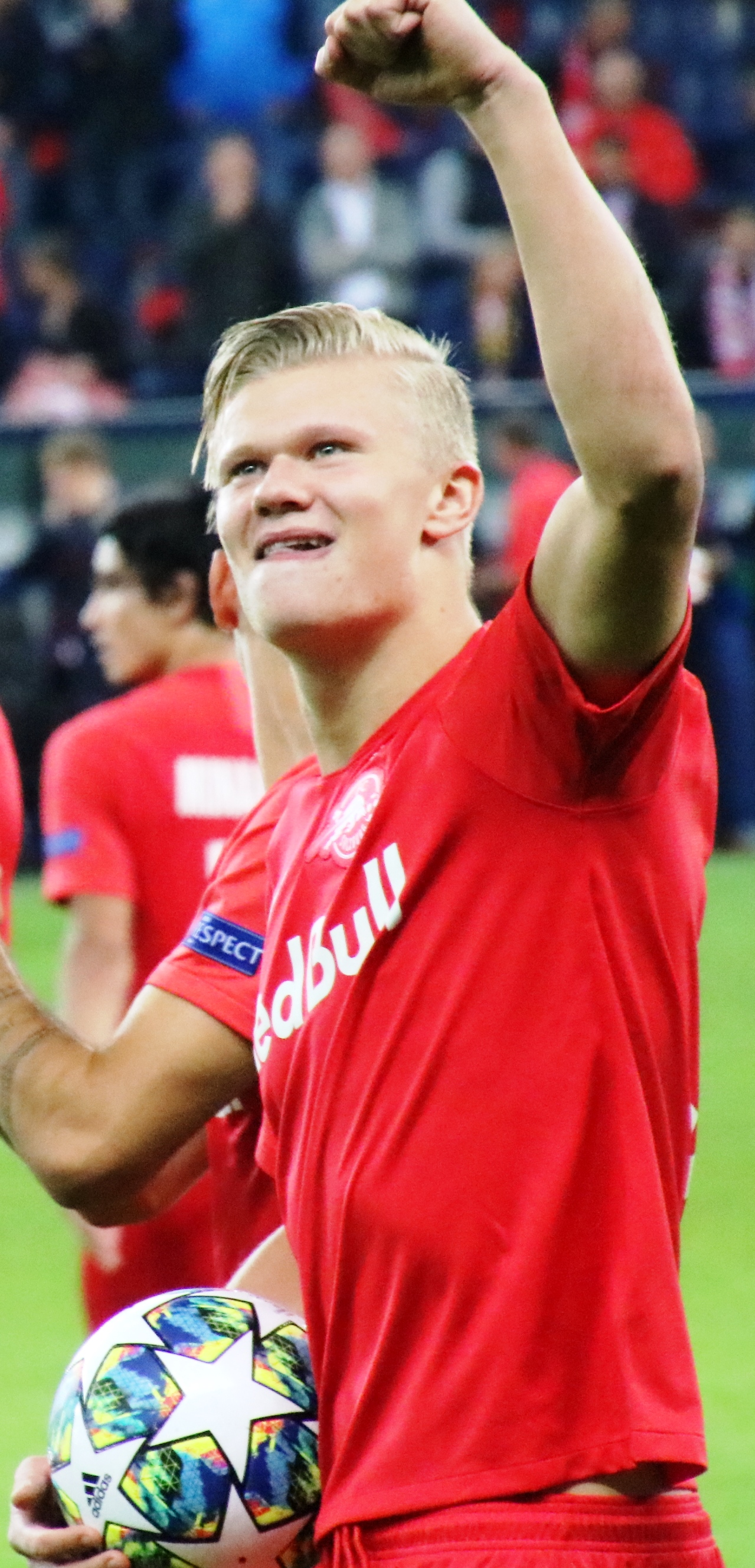
هالند پس از گلزنی با ردبول زالتسبورگ در سال ۲۰۱۹

در ۱۹ اوت ۲۰۱۸، باشگاه بوندس‌لیگا اتریش ردبول زالتسبورگ اعلام کرد که هالند در تاریخ ۱ ژانویه ۲۰۱۹ به این باشگاه ملحق می‌شود و یک قرارداد ۵ ساله را امضا می‌کند. در ۱۹ ژوئیه ۲۰۱۹، هالند در یک پیروزی ۷–۱ جام حذفی اتریش مقابل پرندورف اولین هتریک خود را برای این باشگاه انجام داد و در تاریخ ۱۰ اوت به اولین هتریک خود در بوندس لیگا اتریش در پیروزی ۵ بر ۲ مقابل وولسفبرگر انجام داد.
هالند در ۱۴ سپتامبر سومین هتریک خود را برای ردبول زالتسبورگ به ثمر رساند و در پیروزی ۷ بر ۲ مقابل باشگاه فوتبال هارتبرگ، رکورد فصلی خود را به یازده گل لیگ در هفت بازی رساند و سه روز بعد، هتریک دیگری در فصل ۲۰۱۹–۲۰۲۰ در اولین حضور در لیگ قهرمانان اروپا برابر خنک در پیروزی ۶–۲ انجام داد. هالند در ادامه تنها دومین نوجوان تاریخ بعد از کریم بنزما بود در لیگ قهرمانان اروپا بود که در هر سه بازی اول خود در این رقابت‌ها گلزنی می‌کند. او یک گل مقابل لیورپول و دو گل مقابل ناپولی به ثمر رساند. بدین ترتیب او اولین بازیکنی شد که در سه بازی نخست خود در لیگ قهرمانان اروپا شش گل به ثمر رسانده‌است.
بعداً او مقابل ناپولی یک گل به ثمر رساند تا اولین نوجوانی باشد که در چهار مسابقه متوالی موفق به گلزنی شد و چهارمین بازیکن برای دستیابی به این شاهکار، پس از زی کارلوس، آلساندرو دل پیرو و دیگو کاستا. در ۲۷ نوامبر، او یک گل دیگر مقابل خنک به ثمر رساند تا به پنج مسابقه پیاپی برسد و در انجام این کار به جمع دل پیرو، سرحی ربروف، نیمار، کریستیانو رونالدو و رابرت لواندوفسکی پیوست.

### دورتموند
هالند انتقال خود را به باشگاه آلمانی بروسیا دورتموند، چند روز قبل از پنجره نقل و انتقالات زمستانی ژانویه ۲۰۲۰ با هزینه ای که گفته می‌شود در منطقه ۲۰ میلیون یورو باشد، یک قرارداد چهار و نیم ساله امضا کرد. او اولین بازی خود را برابر آگزبورگ در ۱۸ ژانویه ۲۰۲۰ انجام داد و در دقیقه ۵۶ به عنوان یک تعویض به میدان رفت و در ۲۳ دقیقه با نتیجه ۵ بر ۳ هتریک کرد. وی بعد از پیر امریک اوبامیانگ، دومین بازیکن تاریخ دورتموند بود که در اولین بازی خود در بوندس لیگا، سه گل به ثمر رساند.
در دومین حضورش برای بروسیا دورتموند، که در تاریخ ۲۴ ژانویه مقابل کلن بازی کرد. هالند در دقیقه ۶۵ دوباره به عنوان یک تعویض حاضر شد. او ۱۲ دقیقه بعد، اولین و ۱۰دقیقه بعد دومین گل خود را به ثمر رساند و تیمش با نتیجه ۵–۱ پیروز شد. هالند اولین بازیکن بوندس لیگا شد که در دو دیدار ابتدایی خود پنج گل به ثمر رساند، همچنین سریعترین بازیکنی بود که به این رکورد رسید (۵۶ دقیقه).
در ۱۸ فوریه سال ۲۰۲۰، هالند در پیروزی ۲–۱ خانگی مقابل پاری سن ژرمن در مرحله اول یک شانزدهم لیگ قهرمانان اروپا، هر دو گل را به ثمر رساند. این نوجوان نروژی در تنها ۸ بازی اول خود در سال ۲۰۱۹ ده گل در لیگ قهرمانان اروپا را به ثمر رساند. هشت گل برای ردبول زالتسبورگ و دو گل برای دورتموند به ثمر رساند.
پس از بازگشت بوندسلیگا به دنبال همه‌گیری ویروس کرونا، هالند اولین گل را از زمان قطع فوتبال اروپا در اواخر ماه مارس به ثمر رساند و با نتیجه ۴–۰ مقابل شالکه به پیروزی رسید. این ۱۰مین گل او در رقابت‌های بوندس لیگا بود. در ۲۰ ژوئن سال ۲۰۲۰، هالند دو بار در پیروزی ۲–۰ مقابل لایپزیگ گل به ثمر رساند تا بازی در لیگ قهرمانان اروپا را برای دورتموند در فصل بعد تضمین کند.
در فصل ۲۱–۲۰۲۰ ارلینگ هالند به یک ستاره واقعی تبدیل شد او در مرحله گروهی لیگ قهرمانان اروپا ۸ گل به ثمر رساند و باعث شد تیمش با رتبه اول از مرحله گروهی لیگ قهرمانان اروپا به مرحله حذفی برسد در همان مراحل بود که رقابت ارلینگ هالند و کیلیان امباپه کلید خورد. هالند در بازی با سویا در مرحله یک‌هشتم در مجموع دو بازی رفت و برگشت ۴ گل به ثمر رساند تا جایگاهش را به عنوان آقای گل در لیگ قهرمانان تثبیت کند در مرحله بعدی لیگ قهرمانان اما با منچستر سیتی روبرو شد و نتوانست گلی به ثمر برساند و تیمش را به مرحله نیمه نهایی ببرد. وقتی پاریس سن ژرمن در مرحله نیمه نهایی حذف شد دیگر رقیبی برای هالند در کورس آقای گلی وجود نداشت و آقای گل لیگ قهرمانان قبل از برگذاری دیگر بازی نیمه نهایی مشخص شد.
هالند در بوندسلیگای آن فصل نیز عملکرد بی نقصی داشت. و یکی از بهترین عملکردهایش مقابل بایرن مونیخ با زدن دو گل در درکلاسیکر بود که البته در میانه بازی دچار مصدومیت شد و دورتموند در آن بازی شکست خورد. در آن فصل شایعات زیادی در رابطه با نقل انتقالات او می‌پیچید و مینو رایولا مدیر برنامه‌های او و پدرش الف هالند تقریباً با تمام باشگاه‌های دنیا سر میز مذاکره نشستند. به‌طور مثال هالند برای پیوستنش به باشگاه بارسلونا شروط زیادی گذاشت و گفت برای پیوستنش به باشگاه بارسلونا باید سالانه ۳۰ میلیون یورو حقوق بگیرد و باشگاه باید مانع آن شود که لیونل مسی از تیم جدا شود و حتماً باید مسی با باشگاه تمدید قرارداد کند. ارلینگ هالند به تیم منچستر یونایتد نیز لینک شده بود ولی کارشناسان شبکه اسکای اسپورت اعتقاد داشتند که منچستر یونایتد خواهان یک مهاجم با تجربه است و نیازی به هالند ۲۰ ساله ندارد.

### منچستر سیتی

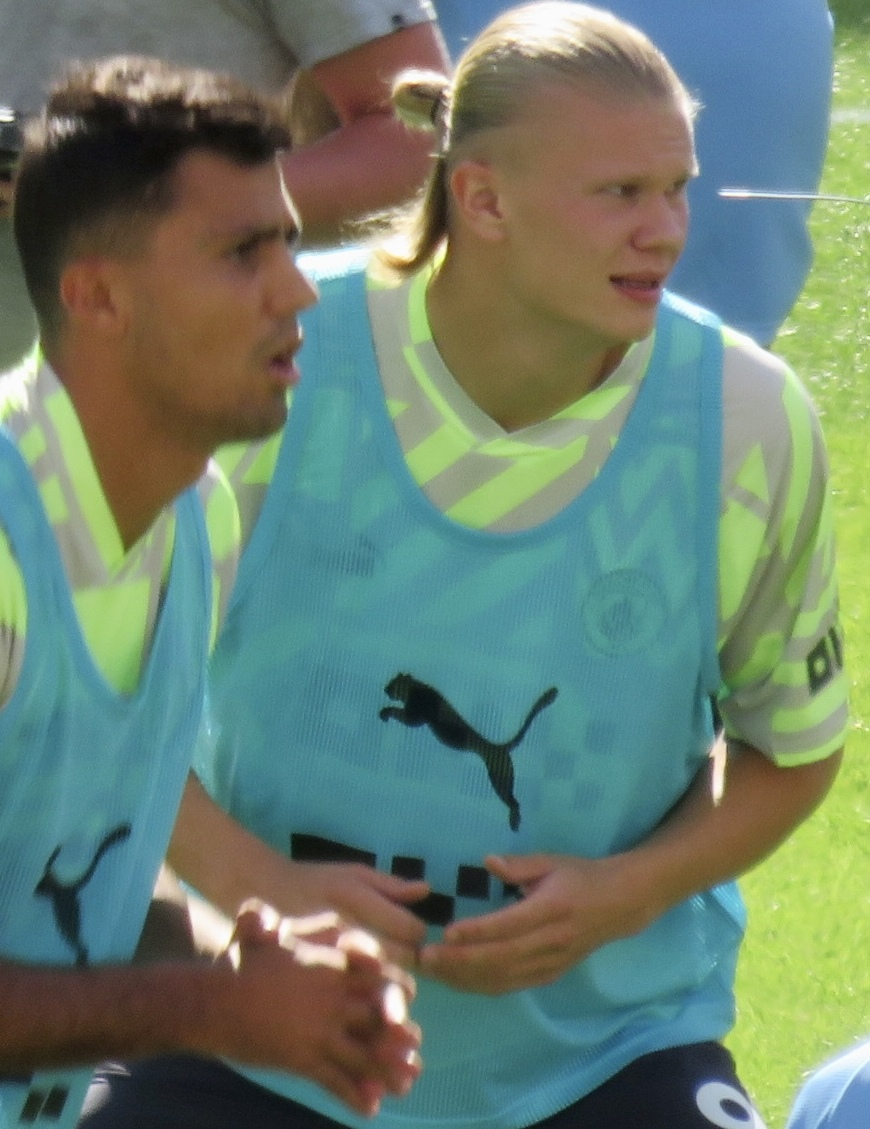
هالند در تمرین منچستر سیتی در سال ۲۰۲۲

در ۱۰ مه ۲۰۲۲، منچستر سیتی اعلام کرد که پس از پرداخت بند فسخ ۶۰ میلیون یورویی هالند (۵۱٫۲ میلیون پوند) به توافق برای جذب هالند رسیده‌است. این قرارداد در ۱۳ ژوئن رسمی شد، و سیتی اعلام کرد که هالند در ۱ ژوئیه با قراردادی ۵ ساله به باشگاه ملحق خواهد شد. او اولین بازی رسمی خود را در ۳۰ ژوئیه مقابل لیورپول انجام داد و سیتی موفق به برد ۳–۱ مقابل لیورپول شد. در ۷ اوت، او دو گل در اولین بازی خود در لیگ برتر انگلستان در پیروزی ۲–۰ خارج از خانه مقابل وستهم یونایتد به ثمر رساند. در ۲۷ اوت، هالند اولین هت‌تریک خود در لیگ برتر را در پیروزی ۴–۲ مقابل کریستال پالاس به ثمر رساند، و دومین هت‌تریک خود را چهار روز بعد مقابل ناتینگهام فارست به ثمر رساند هالند با این دو هتریک، خود را به سریع‌ترین فرد در تاریخ لیگ برتر برای زدن دو هت‌تریک تبدیل کرد و رکورد قبلی را با ۱۴ مسابقه شکست؛ هالند به عنوان بهترین بازیکن ماه اوت لیگ برتر انتخاب شد.
در ۶ سپتامبر، او اولین بازی خود در لیگ قهرمانان اروپا را برای سیتی انجام داد و دو گل در برابر سویا به ثمر رساند و اولین بازیکنی شد که در ۲۰ بازی در لیگ قهرمانان اروپا ۲۵ گل به ثمر رساند. در ۲ اکتبر، هالند به اولین بازیکن تاریخ لیگ برتر تبدیل شد که در سه بازی خانگی متوالی در پیروزی ۶–۳ سیتی مقابل منچستریونایتد هت‌تریک کرد، که در آن او دو پاس گل نیز داد. او همچنین سریعترین بازیکن تاریخ لیگ برتر شد که ۳ هت‌تریک را در ۸ بازی لیگ برتر انگلستان به ثمر رساند، رکورد قبلی در ۴۸ بازی لیگ بود که توسط مایکل اوون در سال ۱۹۹۸ ثبت شده بود. در ۲۸ دسامبر ۲۰۲۲، هالند در برد خارج از خانه ۳–۱ سیتی مقابل لیدز یونایتد دبل کرد و تعداد گل‌های خود را به ۲۰ در ۱۴ بازی رساند و سریع‌ترین بازیکن تاریخ شد که به ۲۰ گل در لیگ برتر می‌رسد و رکورد کوین فیلیپس را شکست. هالند پس از امباپه با زدن ۴۶ گل در ۴۳ بازی دومین گل‌زن برتر سال ۲۰۲۲ اروپا شد. در ۲۲ ژانویه ۲۰۲۳، هالند مقابل ولورهمپتون هت‌تریک کرد و در مجموع ۲۵ گل در ۱۹ بازی در لیگ برتر به ثمر رساند و به این ترتیب از بهترین گلزنان فصل‌های قبل، محمد صلاح و سون هیونگ مین با ۲۳ گل در کل فصل پیشی گرفت.
در ۱۴ مارس ۲۰۲۳، هالند ۵ گل مقابل لایپزیگ در لیگ قهرمانان اروپا به ثمر رساند و با لیونل مسی و لوئیز آدریانو برای بیشترین گل زده در یک بازی لیگ قهرمانان برابر شد. با انجام این کار، او همچنین به ۳۹ گل در تمام رقابت‌ها رسید و رکورد سیتی برای بیشترین گل زده در یک فصل را شکست، که قبلاً در اختیار تامی جانسون بود که در فصل ۱۹۲۹–۱۹۲۸، ۳۸ گل به ثمر رسانده بود. علاوه بر این، او به رکورد رونالدو و مسی رسید که تنها بازیکنانی بودند که حداقل ۱۰ گل در چندین دوره لیگ قهرمانان به ثمر رساندند.
در جریان بازی منچسترسیتی در جام حذفی مقابل برنلی، هالند ششمین هت‌تریک فصل خود را به ثمر رساند و از مرز ۴۰ گل در تمام رقابت ها گذشت. هالند در ۲۸ بازی در لیگ برتر ۳۲ گل به ثمر رساند که او را با دو گل عقب تر از رکورد یک فصلی که در حال حاضر در اختیار اندی کول و آلن شیرر است قرار می دهد. در جریان بازی یک چهارم نهایی منچسترسیتی مقابل بایرن مونیخ، هالند گل ۴۵ خود را در تمام رقابت‌ها به ثمر رساند و رکورد قبلی ۴۴ گل در تمام رقابت‌ها را در فصلی که در اختیار رود فن نیستلروی و محمد صلاح بود، شکست.
در ۲۶ آوریل ۲۰۲۳ در پیروزی ۴–۱ سیتی مقابل آرسنال، هالند ۱ گل و ۲ پا‌س‌گل به ثمر رساند و به آمار ۳۳ گل در یک فصل لیگ برتر رسید و رکورد قبلی که دست محمد صلاح با ۳۲ گل بود را شکست.

## سبک بازی

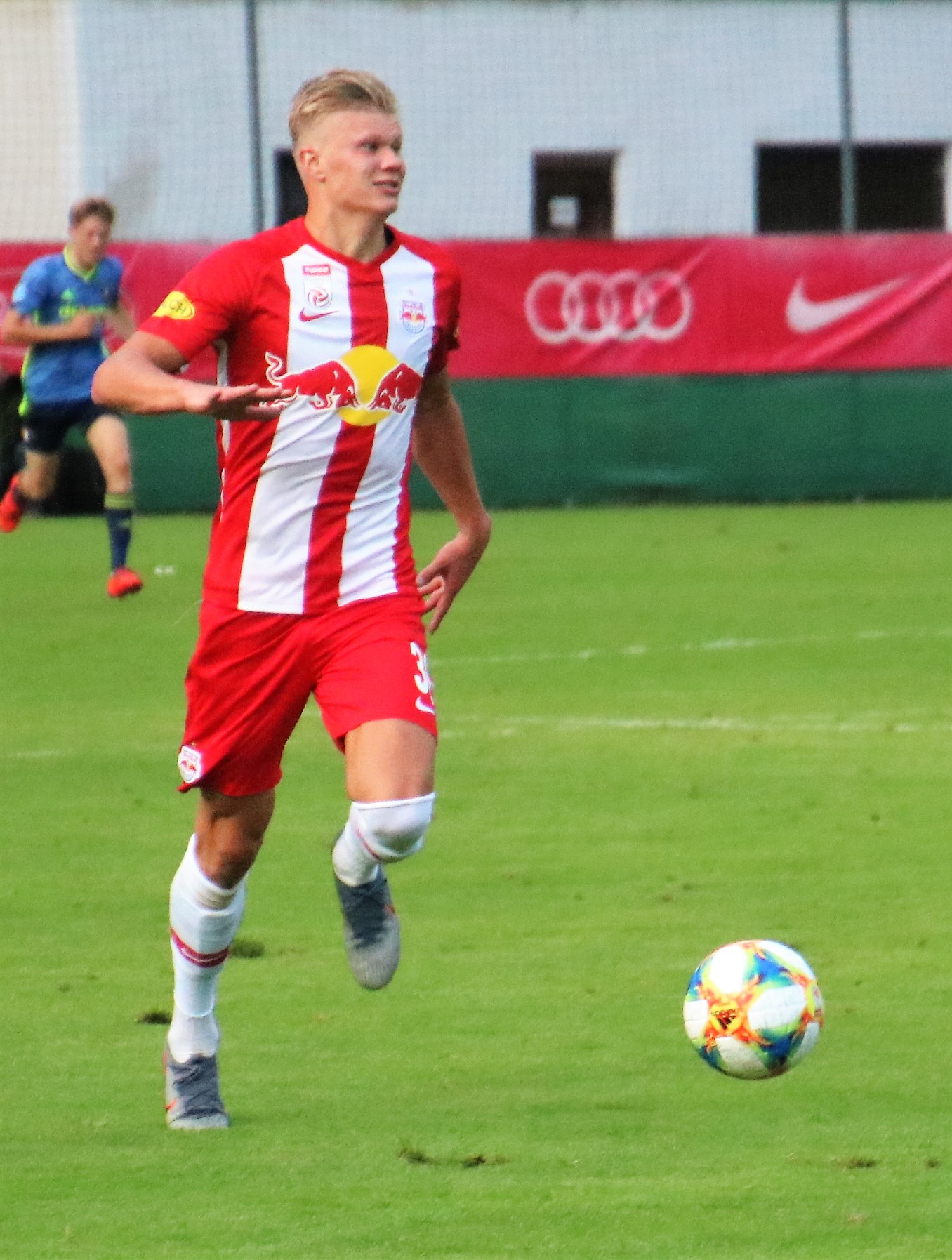
هالند در حال بازی برای ردبول زالتسبورگ در برابر فاینورد در سال ۲۰۱۹

با توجه به شتاب و سرعت انفجاری خود، روحیه ورزشکاری، قدرت و تکنیک حرکت توپ هالند بیشتر مواقع فضاهای مناسب را در فضای خالی پیدا می‌کند. هالند همچنین به سرعت تشخیص می‌دهد که وقتی یک حریف مشغول تماشای توپ یا توپ می‌شود، به سرعت او را دریبل و وقتی بین مدافعان شکاف ایجاد می‌شود، گزینه خوبی را برای هم تیمی‌های خود ارائه می‌دهد.
در طول دوران کوتاهی حرفه خود، هالند خود را به عنوان یک گلزن چند منظوره تثبیت کرد، با اینکه او می‌تواند از طریق شوت‌های قدرتمند دوربرد، شوت‌های کات دار، تمام کنندگی خوب در تک به تک با دروازه‌بان‌ها و ضربات سر گل به ثمر برساند.
یک بازیکن تیم مانند هالند تمام کنندگی غریزی و سریع است، که به فرار سریع او کمک می‌کند تا با فیزیک بزرگ بدن خود به او کمک کند تا بتواند توپ‌های دوم را به‌دست‌آورد یا پاس‌های طولانی را پشت سر مدافعان بفرستد. در حالی که در بروسیا دورتموند حضور داشت، پین استراتژیک و ترسیم نشانگرهای خود در فضای غیرقابل استفاده برای دیگران، بازیکنانی مثل اشرف حکیمی، جیدون سانچو و تورگان هازارد را برای استفاده در این بازی فراهم کرده‌است تا بتوانند به آنها پاس گل بدهد یا به گل برسد.
هنگامی که هالند برای پیوند بازی به عمق می‌رود، او همچنین با استفاده از قدرت خود برای محافظت از توپ برای دفع حریف خود، به عنوان یک مرجع خوب عمل می‌کند. هالند قادر است مدافعان را فوراً چرخانده و در حالی که می‌تواند با استفاده از سرعت و تغییر جهت خود تغییر مسیر دهد و از آنها عبور کند. علاوه بر این، به جای دادن خطا، اغلب هنگام اعتراض، متعادل و قائم باقی می‌ماند.
زمان دقیق اجرای او به او اجازه می‌دهد تا در مکانهای بی نقص جلو بیفتد و حرکات تند او - از جمله زیگزاگ، حرکات مضاعف و توقف حرکت - باعث می‌شود تا او برای نشانگرهای خود گریزان تر شود. این امر به ویژه هنگامی که او درون محوطه جریمه قرار دارد مفید واقع شده‌است، زیرا به او فرصت می‌دهد تا از سمت گل استفاده کند، به پست عقب حمله کند یا به مرد خود حمله کند تا مناطق خطرناک را برای برش اشغال کند.

## آمار

### آمار باشگاهی
تا تاریخ ۲۵ مه ۲۰۲۴
| باشگاه                | فصل                   | لیگ                   | لیگ  | لیگ | جام حذفی | جام حذفی | جام لیگ | جام لیگ | قاره‌ای | قاره‌ای | دیگر | دیگر | مجموع | مجموع |
| باشگاه                | فصل                   | دسته                  | بازی | گل  | بازی     | گل       | بازی    | گل      | بازی   | گل     | بازی | گل   | بازی  | گل    |
| --------------------- | --------------------- | --------------------- | ---- | --- | -------- | -------- | ------- | ------- | ------ | ------ | ---- | ---- | ----- | ----- |
| برینا                 | ۲۰۱۶                  | لیگ یک نروژ           | ۱۶   | ۰   | ۰        | ۰        | _       | _       | _      | _      | _    | _    | ۱۶    | ۰     |
| مجموع برینا           | مجموع برینا           | مجموع برینا           | ۱۶   | ۰   | ۰        | ۰        | _       | _       | _      | _      | _    | _    | ۱۶    | ۰     |
| مولده                 | ۲۰۱۷                  | لیگ برتر نروژ         | ۱۴   | ۲   | ۶        | ۲        | _       | _       | _      | _      | _    | _    | ۲۰    | ۴     |
| مولده                 | ۲۰۱۸                  | لیگ برتر نروژ         | ۲۵   | ۱۲  | ۰        | ۰        | –       | –       | ۵      | ۴      | _    | _    | ۳۰    | ۱۶    |
| مجموع مولده           | مجموع مولده           | مجموع مولده           | ۳۹   | ۱۴  | ۶        | ۲        | _       | _       | ۵      | ۴      | _    | _    | ۵۰    | ۲۰    |
| ردبول زالتسبورگ       | ۲۰۱۸–۱۹               | بوندس‌لیگا اتریش       | ۲    | ۱   | ۲        | ۰        | –       | –       | ۱      | ۰      | _    | _    | ۵     | ۱     |
| ردبول زالتسبورگ       | ۲۰۱۹–۲۰               | بوندس‌لیگا اتریش       | ۱۴   | ۱۶  | ۲        | ۴        | –       | –       | ۶      | ۸      | _    | _    | ۲۲    | ۲۸    |
| مجموع ردبول زالتسبورگ | مجموع ردبول زالتسبورگ | مجموع ردبول زالتسبورگ | ۱۶   | ۱۷  | ۴        | ۴        | _       | _       | ۷      | ۸      | _    | _    | ۲۷    | ۲۹    |
| بروسیا دورتموند       | ۲۰۱۹–۲۰               | بوندسلیگا             | ۱۵   | ۱۳  | ۱        | ۱        | –       | –       | ۲      | ۲      | _    | _    | ۱۸    | ۱۶    |
| بروسیا دورتموند       | ۲۰۲۰–۲۱               | بوندسلیگا             | ۲۸   | ۲۷  | ۴        | ۳        | –       | –       | ۸      | ۱۰     | ۱    | ۱    | ۴۱    | ۴۱    |
| بروسیا دورتموند       | ۲۰۲۱–۲۲               | بوندسلیگا             | ۲۴   | ۲۲  | ۲        | ۴        | –       | –       | ۳      | ۳      | ۱    | ۰    | ۳۰    | ۲۹    |
| مجموع دورتموند        | مجموع دورتموند        | مجموع دورتموند        | ۶۷   | ۶۲  | ۷        | ۸        | _       | _       | ۱۳     | ۱۵     | ۲    | ۱    | ۸۹    | ۸۶    |
| منچستر سیتی           | ۲۰۲۲–۲۳               | لیگ جزیره             | ۳۵   | ۳۶  | ۴        | ۳        | ۲       | ۱       | ۱۱     | ۱۲     | ۱    | ۰    | ۵۳    | ۵۲    |
| منچستر سیتی           | ۲۰۲۳–۲۴               | لیگ جزیره             | ۳۱   | ۲۷  | ۳        | ۵        | ۰       | ۰       | ۹      | ۶      | ۲    | ۰    | ۴۵    | ۳۸    |
| مجموع منچستر سیتی     | مجموع منچستر سیتی     | مجموع منچستر سیتی     | ۶۶   | ۶۳  | ۷        | ۸        | ۲       | ۱       | ۲۰     | ۱۸     | ۳    | ۰    | ۹۸    | ۹۰    |
| مجموع آمار            | مجموع آمار            | مجموع آمار            | ۲۰۴  | ۱۵۶ | ۲۴       | ۲۲       | ۲       | ۱       | ۴۵     | ۴۵     | ۵    | ۱    | ۲۸۰   | ۲۲۵   |

### بازی‌های ملی
تا تاریخ ۶ ژوئن ۲۰۲۵
| نروژ  | نروژ | نروژ | نروژ   |
| سال   | بازی | گل   | پاس گل |
| ----- | ---- | ---- | ------ |
| ۲۰۱۹  | ۲    | ۰    | ۰      |
| ۲۰۲۰  | ۵    | ۶    | ۱      |
| ۲۰۲۱  | ۸    | ۶    | ۰      |
| ۲۰۲۲  | ۸    | ۹    | ۲      |
| ۲۰۲۳  | ۶    | ۶    | ۰      |
| ۲۰۲۴  | ۱۰   | ۱۱   | ۲      |
| ۲۰۲۵  | ۲    | ۲    | ۱      |
| مجموع | ۴۱   | ۴۰   | ۶      |

### گل‌های ملی
| شماره | تاریخ           | میزبان    | بازی ملی | حریف         | نتیجه | رقابت                         |
| ----- | --------------- | --------- | -------- | ------------ | ----- | ----------------------------- |
| ۱     | ۴ سپتامبر ۲۰۲۰  | نروژ      | ۳        | اتریش        | ۱–۲   | لیگ ملت‌های اروپا ۲۱–۲۰۲۰      |
| ۲     | ۷ سپتامبر ۲۰۲۰  | بلفاست    | ۴        | ایرلند شمالی | ۵–۱   | لیگ ملت‌های اروپا ۲۱–۲۰۲۰      |
| ۳     | ۷ سپتامبر ۲۰۲۰  | بلفاست    | ۴        | ایرلند شمالی | ۵–۱   | لیگ ملت‌های اروپا ۲۱–۲۰۲۰      |
| ۴     | ۱۱ اکتبر ۲۰۲۰   | اسلو      | ۶        | رومانی       | ۴–۰   | لیگ ملت‌های اروپا ۲۱–۲۰۲۰      |
| ۵     | ۱۱ اکتبر ۲۰۲۰   | اسلو      | ۶        | رومانی       | ۴–۰   | لیگ ملت‌های اروپا ۲۱–۲۰۲۰      |
| ۶     | ۱۱ اکتبر ۲۰۲۰   | اسلو      | ۶        | رومانی       | ۴–۰   | لیگ ملت‌های اروپا ۲۱–۲۰۲۰      |
| ۷     | ۲ ژوئن ۲۰۲۱     | مالاگا    | ۱۱       | لوکزامبورگ   | ۱–۰   | دوستانه                       |
| ۸     | ۱ سپتامبر ۲۰۲۱  | اسلو      | ۱۳       | هلند         | ۱–۱   | مقدماتی جام جهانی ۲۰۲۲        |
| ۹     | ۴ سپتامبر ۲۰۲۱  | ریگا      | ۱۴       | لتونی        | ۲–۰   | مقدماتی جام جهانی ۲۰۲۲        |
| ۱۰    | ۷ سپتامبر ۲۰۲۱  | اسلو      | ۱۵       | جبل طارق     | ۵–۱   | مقدماتی جام جهانی ۲۰۲۲        |
| ۱۱    | ۷ سپتامبر ۲۰۲۱  | اسلو      | ۱۵       | جبل طارق     | ۵–۱   | مقدماتی جام جهانی ۲۰۲۲        |
| ۱۲    | ۷ سپتامبر ۲۰۲۱  | اسلو      | ۱۵       | جبل طارق     | ۵–۱   | مقدماتی جام جهانی ۲۰۲۲        |
| ۱۳    | ۲۵ مارس ۲۰۲۲    | اسلو      | ۱۶       | اسلواکی      | ۲–۰   | دوستانه                       |
| ۱۴    | ۲۹ مارس ۲۰۲۲    | اسلو      | ۱۷       | ارمنستان     | ۹–۰   | دوستانه                       |
| ۱۵    | ۲۹ مارس ۲۰۲۲    | اسلو      | ۱۷       | ارمنستان     | ۹–۰   | دوستانه                       |
| ۱۶    | ۲ ژوئن ۲۰۲۲     | بلگراد    | ۱۸       | صربستان      | ۱–۰   | لیگ ملت‌های اروپا ۲۳–۲۰۲۲      |
| ۱۷    | ۵ ژوئن ۲۰۲۲     | سولنا     | ۱۹       | سوئد         | ۲–۱   | لیگ ملت‌های اروپا ۲۳–۲۰۲۲      |
| ۱۸    | ۵ ژوئن ۲۰۲۲     | سولنا     | ۱۹       | سوئد         | ۲–۱   | لیگ ملت‌های اروپا ۲۳–۲۰۲۲      |
| ۱۹    | ۱۲ ژوئن ۲۰۲۲    | اسلو      | ۲۱       | سوئد         | ۳–۲   | لیگ ملت‌های اروپا ۲۳–۲۰۲۲      |
| ۲۰    | ۱۲ ژوئن ۲۰۲۲    | اسلو      | ۲۱       | سوئد         | ۳–۲   | لیگ ملت‌های اروپا ۲۳–۲۰۲۲      |
| ۲۱    | ۲۴ سپتامبر ۲۰۲۲ | لیوبلیانا | ۲۲       | اسلواکی      | ۱–۲   | لیگ ملت‌های اروپا ۲۳–۲۰۲۲      |
| ۲۲    | ۱۷ ژوئن ۲۰۲۳    | اسلو      | ۲۴       | اسکاتلند     | ۱–۲   | مقدماتی جام ملت‌های اروپا ۲۰۲۴ |
| ۲۳    | ۲۰ ژوئن ۲۰۲۳    | اسلو      | ۲۵       | قبرس         | ۳–۱   | مقدماتی جام ملت‌های اروپا ۲۰۲۴ |
| ۲۴    | ۲۰ ژوئن ۲۰۲۳    | اسلو      | ۲۵       | قبرس         | ۳–۱   | مقدماتی جام ملت‌های اروپا ۲۰۲۴ |
| ۲۵    | ۱۲ سپتامبر ۲۰۲۳ | اسلو      | ۲۶       | گرجستان      | ۲–۱   | مقدماتی جام ملت‌های اروپا ۲۰۲۴ |
| ۲۶    | ۱۲ اکتبر ۲۰۲۳   | لارناکا   | ۲۷       | قبرس         | ۴–۰   | مقدماتی جام ملت‌های اروپا ۲۰۲۴ |
| ۲۷    | ۱۲ اکتبر ۲۰۲۳   | لارناکا   | ۲۷       | قبرس         | ۴–۰   | مقدماتی جام ملت‌های اروپا ۲۰۲۴ |
| ۲۸    | ۵ ژوئن ۲۰۲۴     | اسلو      | ۳۱       | کوزوو        | ۳–۰   | دوستانه                       |
| ۲۹    | ۵ ژوئن ۲۰۲۴     | اسلو      | ۳۱       | کوزوو        | ۳–۰   | دوستانه                       |
| ۳۰    | ۵ ژوئن ۲۰۲۴     | اسلو      | ۳۱       | کوزوو        | ۳–۰   | دوستانه                       |
| ۳۱    | ۸ ژوئن ۲۰۲۴     | پرونپی    | ۳۲       | دانمارک      | ۱–۳   | دوستانه                       |
| ۳۲    | ۹ سپتامبر ۲۰۲۴  | اسلو      | ۳۴       | اتریش        | ۲–۱   | لیگ ملت‌های اروپا ۲۵–۲۰۲۴      |
| ۳۳    | ۱۰ اکتبر ۲۰۲۴   | اسلو      | ۳۵       | اسلوونی      | ۳–۰   | لیگ ملت‌های اروپا ۲۵–۲۰۲۴      |
| ۳۴    | ۱۰ اکتبر ۲۰۲۴   | اسلو      | ۳۵       | اسلوونی      | ۳–۰   | لیگ ملت‌های اروپا ۲۵–۲۰۲۴      |
| ۳۵    | ۱۴ نوامبر ۲۰۲۴  | لیوبلیانا | ۳۷       | اسلوونی      | ۴–۱   | لیگ ملت‌های اروپا ۲۵–۲۰۲۴      |
| ۳۶    | ۱۷ نوامبر ۲۰۲۴  | اسلو      | ۳۸       | قزاقستان     | ۵–۰   | لیگ ملت‌های اروپا ۲۵–۲۰۲۴      |
| ۳۷    | ۱۷ نوامبر ۲۰۲۴  | اسلو      | ۳۸       | قزاقستان     | ۵–۰   | لیگ ملت‌های اروپا ۲۵–۲۰۲۴      |
| ۳۸    | ۱۷ نوامبر ۲۰۲۴  | اسلو      | ۳۸       | قزاقستان     | ۵–۰   | لیگ ملت‌های اروپا ۲۵–۲۰۲۴      |

## افتخارات

### باشگاهی

#### ردبول زالتسبورگ
- بوندس‌لیگا اتریش (۲): ۱۹–۲۰۱۸، ۲۰–۲۰۱۹
- جام حذفی اتریش (۱): ۱۹–۲۰۱۸

#### دورتموند
- جام حذفی آلمان (۱): ۲۱–۲۰۲۰[۳۸]

### منچستر سیتی
- لیگ برتر (۱): ۲۳–۲۰۲۲، ۲۴–۲۰۲۳
- جام حذفی انگلستان (۱): ۲۳–۲۰۲۲
- جام خیریه انگلستان (۱): ۲۰۲۴
- لیگ قهرمانان اروپا (۱): ۲۳–۲۰۲۲
- سوپرجام اروپا (۱): ۲۰۲۳
- جام باشگاه‌های جهان (۱): ۲۰۲۳

### ملی

#### زیر ۱۷سال نروژ
- جام سیرنکا: ۲۰۱۶

### فردی
- جایزه گرد مولر (۱): ۲۰۲۳
- کفش طلای اروپا (۱): ۲۳–۲۰۲۲
- بهترین بازیکن مرد سال یوفا (۱): ۲۳–۲۰۲۲
- بهترین بازیکن مرد فیفا (۱): ۲۰۲۳
- ورزشکار سال نروژ (۱): ۲۰۲۰
- بهترین بازیکن موفق لیگ برتر نروژ (۱): ۲۰۱۸
- بهترین بازیکن فصل بوندس‌لیگا اتریش (۱): ۱۹–۲۰۱۸
- بهترین بازیکن سال نروژ (۱): ۲۰۲۰
- بهترین بازیکن فصل بوندس‌لیگا (۱): ۲۱–۲۰۲۰
- بهترین مهاجم لیگ قهرمانان اروپا (۱): ۲۱–۲۰۲۰
- جایزه پسر طلایی: ۲۰۲۰
- تیم منتخب بوندس‌لیگا (۲): ۲۱–۲۰۲۰، ۲۲–۲۰۲۱
- آقای گل لیگ برتر انگلستان (۱): ۲۳–۲۰۲۲
- بازیکن فصل لیگ برتر انگلستان (۱): ۲۳–۲۰۲۲
- بازیکن جوان فصل لیگ برتر انگلستان (۱): ۲۳–۲۰۲۲
- تیم منتخب مرحله گروهی لیگ قهرمانان اروپا (۱): ۲۰۱۹
- تیم منتخب لیگ قهرمانان اروپا (۲): ۲۱–۲۰۲۰، ۲۳–۲۰۲۲
- آقای گل لیگ ملت‌های اروپا (۲): ۲۱–۲۰۲۰، ۲۳–۲۰۲۲
- آقای گل لیگ قهرمانان اروپا (۲): ۲۱–۲۰۲۰، ۲۳–۲۰۲۲
- بهترین بازیکن تازه‌وارد ماه بوندس‌لیگا (۲): ژانویه ۲۰۲۰، فوریه ۲۰۲۰
- بازیکن ماه بوندس‌لیگا (۴): ژانویه ۲۰۲۰، نوامبر ۲۰۲۰، آوریل ۲۰۲۱، اگوست ۲۰۲۱